# مقاطعة تشوكتاو (ميسيسيبي)
مقاطعة تشوكتاو هي مقاطعة في مسيسيبي، بلغ عدد سكانها 8٬547  نسمة، في 2010، عاصمتها أكرمان، تبلغ مساحتها 1٬087 كيلومتر مربع.

## الموقع
تشترك في الحدود مع:
- مقاطعة وستر (ميسيسيبي).

## التقسيمات الإدارية
- أكرمان.

## أعلام
- جيمس بلاكوود
- هويت مينغ